# 大科城站
大科城站是贵阳轨道交通S1线的地铁车站，位于中华人民共和国贵州省贵阳市花溪区新建路与百马大道交叉口，于2024年12月28日开通。

## 车站结构
大科城站沿新时代大道呈东西向设置，为地下二层岛式站台车站，车站长215米，车站地下一层为站厅层，地下二层为站台层。
| 地面              | 出入口 | A、B、C、D出入口                                                                                        |
| 地下一层          | 站厅   | 客服中心、自动售票机、验票机                                                                            |
| 地下二层          | 站台   | \| \| \| █ S1线往皂角坝（贵安） \| \| 島式 · 開左邊车门 \| \| \| \| \| \| █ S1线往望城坡（数谷大道） \| |
|                   |        | █ S1线往皂角坝（贵安）                                                                                  |
| 島式 · 開左邊车门 |        | |
|                   |        | █ S1线往望城坡（数谷大道）                                                                              |

## 车站出口
大科城站共有4个出入口，各出口及周围设施如下所示：
| 编号                | 出入口信息             | 照片 | 无障碍设施 |
| ------------------- | ---------------------- | ---- | ---------- |
| A · 出口            | 百马大道（南），歆民路 |      | 不適用     |
| B · 出口 · （设有） | 百马大道（南），丹霞路 |      |            |
| C · 出口            | 百马大道（北）         |      | 不適用     |
| D · 出口 · （设有） | 百马大道（北）         |      |            |
| 图例： 设有         |                        |      |            |

## 接驳交通

### 公交车
- 轨道大科城站：大科城1路，大科城2路，大科城3路，大科城4路，贵安5路，贵安7路，贵安9路

## 车站历史
本站建设时期工程名为百马路站，开通前正式命名为大科城站，站名来自车站所处的贵阳大数据科创城。
- 2017年8月20日，车站主体结构封顶[3]。
- 2024年12月28日，车站随S1线工程通车开通[1]。